# Meredith Brooks
Meredith Ann Brooks (Corvallis, 12 giugno 1958) è una cantautrice, chitarrista e produttrice discografica statunitense.

## Carriera
Dopo essersi esibita nel corso degli anni ottanta in numerosi locali fra l'Oregon e Washington, ottenendo una certa popolarità, Meredith Brooks si trasferisce a Los Angeles per dare una svolta alla propria carriera. Qui entra a far parte del gruppo The Graces, con i quali registra l'album Perfect View nel 1989.
Nel 1995 ottiene un contratto con la Capitol Records, ed all'età di 38 anni, viene pubblicato il suo primo album Blurring the Edges. È soprattutto il singolo Bitch ad avere successo negli Stati Uniti ed in Europa, al punto di fare ottenere alla Brooks una nomination ai Grammy Award come "Miglior performance rock femminile".
Nel 1999 viene pubblicato il secondo album della cantautrice, Deconstruction, il cui stile è completamente diverso da Blurring the Edges, ma l'album si rivela un flop. Il brano Sin City, presente in questo album era stato originariamente scritto per il film Omicidio in diretta, diretto dal suo amico Brian De Palma.
Nel 2002, Brooks lavora al suo terzo album Bad Bad One, stavolta per l'etichetta indipendente Gold Circle Records, ma le vendite si rivelano insoddisfacenti anche a causa del fallimento della casa discografica, che quindi impedisce una adeguata promozione. Per lo stesso motivo il tour estivo, insieme a Melissa Etheridge, viene sospeso dopo poche date. Nello stesso anno Meredith Brooks produce l'album di Jennifer Love Hewitt BareNaked ed appare nella trasmissione Divas Las Vegas, come chitarrista solista di Céline Dion e Anastacia.
Nel 2003, Brooks ha avuto il suo primo figlio, Troy, ed ha firmato un contratto con una nuova casa discografica, la SLG Records, con la quale ha pubblicato Shine nel 2004 e If I Could Be... nel 2007, e contemporaneamente si occupa di produrre nuovi artisti per la Sony Music Entertainment, come la concittadina Becca.

## Discografia

### Album
| Anno | Album                  | US Billboard 200 |
| 1997 | Blurring the Edges     | 22               |
| 1997 | See It Through My Eyes | -                |
| 1999 | Deconstruction         | -                |
| 2002 | Bad Bad One            | -                |
| 2004 | Shine                  | -                |
| 2007 | If I Could Be...       | -                |

### Singoli
| Anno | Singolo                          | US Hot 100 Singles | US Modern Rock Singles | Adult Top 40 | Top 40 Mainstream | UK Top 75 Singles | Album              |
| 1997 | "Bitch"                          | 2                  | 4                      | 14           | 1                 | 6                 | Blurring the Edges |
| 1997 | "I Need"                         | -                  | -                      | -            | -                 | 28                | Blurring the Edges |
| 1998 | "What Would Happen"              | 46                 | -                      | 21           | 15                | 49                | Blurring the Edges |
| 1998 | "Stop"                           | -                  | -                      | -            | 40                | -                 | Blurring the Edges |
| 1999 | "Lay Down (Candles in the Rain)" | -                  | -                      | 1            | -                 | -                 | Deconstruction     |
| 1999 | "Shout"                          | -                  | -                      | -            | -                 | -                 | Deconstruction     |
| 2002 | "Shine"                          | -                  | -                      | 35           | -                 | -                 | Bad Bad One        |
| 2003 | "You Don't Know Me"              | -                  | -                      | -            | -                 | -                 | Bad Bad One        |
| 2004 | "Where Lovers Meet"              | -                  | -                      | -            | -                 | -                 | Bad Bad One        |